# L’Isle-Adam
L’Isle-Adam – miejscowość i gmina we Francji, w regionie Île-de-France, w departamencie Dolina Oise.
Według danych na rok 1990 gminę zamieszkiwało 9979 osób, a gęstość zaludnienia wynosiła 668 osób/km² (wśród 1287 gmin regionu Île-de-France L’Isle-Adam plasuje się na 238. miejscu pod względem liczby ludności, natomiast pod względem powierzchni na miejscu 168.).

## Osobistości
- Axel Poniatowski – mer, polityk
- Michel Poniatowski – mer, polityk